# Floridarivierkreeft
De Floridarivierkreeft (Procambarus alleni) is een zoetwaterkreeft die 10 tot 12 cm groot wordt.
De soort werd voor het eerst wetenschappelijk beschreven in 1884 door Walter Faxon.